# Roberto Peña Grueso
Roberto Carlos Peña Grueso (Cali, Colombia, 1 de marzo de 1984) es un futbolista colombiano, juega como mediocampista y actualmente milita en el Antigua GFC de la Liga Nacional de Guatemala.

## Clubes
| Club                               | País                | Año                 | Partidos | Goles |
| ---------------------------------- | ------------------- | ------------------- | -------- | ----- |
| Deportes Quindío                   | Colombia            | 2004                | ?        | ?     |
| Huracanes de Colima                | México              | 2005                | ?        | ?     |
| Columbí                            | Colombia            | 2005 - 2007         | ?        | ?     |
| Club Deportivo Aston Villa         | Colombia            | 2007 - 2008         | ?        | ?     |
| CD FAS                             | El Salvador         | 2009 - 2011         | 37       | 12    |
| Deportivo Marquense                | Guatemala           | 2011 - 2013         | 62       | 15    |
| Deportivo Malacateco               | Guatemala           | 2013 - 2014         | 22       | 1     |
| Club Social y Deportivo Coatepeque | Guatemala           | 2013 - 2014         | 23       | 2     |
| Antigua GFC                        | Guatemala           | 2014 - 2018         | 147      | 17    |
| Total en su carrera                | Total en su carrera | Total en su carrera | 291      | 47    |

## Palmarés
Campeón CD FAS 2009

### Campeonatos nacionales
| Título          | Club        | País      | Año  |
| --------------- | ----------- | --------- | ---- |
| Torneo Apertura | Antigua GFC | Guatemala | 2015 |

Torneo Apertura 2016
Torneo Apertura 2017